# تنظيم الذكاء الاصطناعي
تنظيم الذكاء الاصطناعي هو تطوير سياسات وقوانين القطاع العام لتعزيز وتنظيم الذكاء الاصطناعي؛ وبالتالي فهو مرتبط بالتنظيم الأوسع للخوارزميات. يعد المشهد التنظيمي والسياسي للذكاء الاصطناعي مسألةً ناشئةً في الولايات القضائية العالمية، بما في ذلك في الاتحاد الأوروبي. يُعتبر التنظيم ضروريًا لتشجيع الذكاء الاصطناعي وإدارة المخاطر المرتبطة به، ولكنه يمثل تحديًا. يمكن أيضًا اعتبار تنظيم الذكاء الاصطناعي من خلال آليات مثل لوحات المراجعة وسيلة اجتماعية للتعامل مع مشكلة التحكم في الذكاء الاصطناعي.
منذ عام 2016، تمّ نشر العديد من الإرشادات الأخلاقية لـلذّكاء الاصطناعيّ من أجل الحفاظ على السّيطرة الاجتماعية على التكنولوجيا. يعتبر التنظيم ضروريًا لـ كلّ من تعزيز ابتكار الذّكاء الاصطناعيّ وإدارة المخاطر المرتبطة به.
علاوةً على ذلك، تلعب المنظّمات التي تنشر الذّكاء الاصطناعيّ دورًا محوريًا في إنشاء وتنفيذ ذكاء اصطناعيّ جدير بـلثّقة، والالتزام بـلمبادئ المثبتة، وتحمل مسؤولية التخفيف من المخاطر.

## خلفية
وفقًا لـ مؤشّر الذّكاء الاصطناعيّ لعام 2023 لجامعة ستانفورد، قفز العدد السّنويّ لمشاريع القوانين التي تذكر "الذّكاء الاصطناعيّ" التي تمّ إقرارها في 127 دولةً تمّ مسحها من مشروع قانون واحد في عام 2016 إلى 37 مشروع قانون في عام 2022.
في عام 2017 دعا إيلون مسك إلى تنظيم تطوير الذكاء الاصطناعي. وفقًا للإذاعة الوطنية العامة، كان الرئيس التنفيذي لشركة تيسلا «من الواضح أنه ليس سعيدًا» للدفاع عن التدقيق الحكومي الذي يمكن أن يؤثر على صناعته الخاصة، لكنه يعتقد أن مخاطر الانتقال تمامًا بدون إشراف عالية جدًا: «عادةً ما تُوضع اللوائح عندما تحدث الكثير من الأشياء السيئة، هناك احتجاج عام، وبعد سنوات عديدة أُنشئت وكالة تنظيمية لتنظيم هذه الصناعة. يستغرق الأمر أبد الدهر. كان هذا في الماضي سيئًا ولكنه لم يكن شيئًا يمثل خطرًا أساسيًا على وجود الحضارة». وردًا على ذلك، عبّر بعض السياسيين عن شكوكهم بشأن حكمة تنظيم التكنولوجيا التي لا تزال قيد التطوير. ردًا على مقترحات كلًا من مسك وفبرواري لعام 2017 من قبل مشرعي الاتحاد الأوروبي لتنظيم الذكاء الاصطناعي والروبوتات، جادل الرئيس التنفيذي لشركة إنتل بريان كرزانيتش بأن الذكاء الاصطناعي في مهده وأنه من السابق لأوانه تنظيم التكنولوجيا. بدلًا من محاولة تنظيم التكنولوجيا نفسها، يقترح بعض العلماء إلى حدٍ ما وضع معايير مشتركة بما في ذلك متطلبات اختبار وشفافية الخوارزميات، ربما بالاشتراك مع شكل من أشكال الضمان.
في استطلاع أجرته إبسوس عام 2022، اختلفت المواقف تجاه الذّكاء الاصطناعيّ بشكل كبير حسب الدّولة؛ وافق 78% من المواطنين الصّينيين، ولكن 35% فقط من الأمريكيين، على أنّ "المنتجات والخدمات التي تستخدم الذّكاء الاصطناعيّ لها فوائد أكثر من العيوب". وجد استطلاع أجرته كل من رويترز وإبسوس عام 2023 أنّ 61% من الأمريكيين يتّفقون، و22% يختلفون، على أنّ الذّكاء الاصطناعيّ يشكّل مخاطر على البشرية. في استطلاع أجرته فوكس نيوز عام 2023 اعتقد 35% من الأمريكيين أنّه "مهمّ جدًا"، واعتقد 41% إضافيون أنّه "مهمّ إلى حدّ ما"، أن تقوم الحكومة الفيدرالية بتنظّم الذّكاء الاصطناعيّ، مقابل 13% أجابوا "ليس مهمًا جدًا" و8% أجابوا "ليس مهمًا على الإطلاق".

## طبيعة ونطاق التنظيم
تركز اعتبارات السياسة العامة بشكلٍ عام على الآثار التقنية والاقتصادية وأنظمة الذكاء الاصطناعي الجديرة بالثقة والتي تركز على الإنسان. يمكن تقسيم قوانين ولوائح منظمة العفو الدولية إلى ثلاثة مواضيع رئيسية، وهي إدارة نظم المعلومات الاستخبارية المستقلة، والمسؤولية والمساءلة عن الأنظمة، وقضايا الخصوصية والسلامة. أصبح تطوير استراتيجيات القطاع العام لإدارة وتنظيم الذكاء الاصطناعي ضروريًا بشكلٍ متزايد على المستوى المحلي والوطني والدولي وفي مجموعة متنوعة من المجالات، من إدارة الخدمة العامة والمساءلة لإنفاذ القانون، والقطاع المالي، والروبوتات، والقوات المسلحة والأمن القومي، والقانون الدولي.

## وجهات نظر
تنظيم الذكاء الاصطناعي هو تطوير سياسات وقوانين للقطاع العام لتعزيز وتنظيم الذكاء الاصطناعي. يُعتبر التنظيم ضروريًا لتشجيع الذكاء الاصطناعي وإدارة المخاطر المرتبطة به. تُركِز اعتبارات الإدارة العامة والسياسة بشكل عام على الآثار التقنية والاقتصادية وعلى أنظمة الذكاء الاصطناعي الجديرة بالثقة والمركزة على الإنسان،  ويؤخذ في الاعتبار أيضًا تنظيم الذكاءات الفائقة الاصطناعية. يُركز النهج الأساسي للتنظيم على مخاطر وتحيزات خوارزميات التعلم الآلي على مستوى بيانات الإدخال واختبار الخوارزميات ونموذج القرار. كما يُركز على إمكانية تفسير المخرجات.
كانت هناك اقتراحات قانونية صارمة وقانونية مرنة لتنظيم الذكاء الاصطناعي. لاحظ بعض الفقهاء القانونيين أن النهج القانونية الصارمة لتنظيم الذكاء الاصطناعي تواجه تحديات كبيرة. من بينها أن تقنية الذكاء الاصطناعي تتطور بسرعة مما يؤدي إلى عدم مواكبة القوانين واللوائح التقليدية للتطبيقات الناشئة ومخاطرها وفوائدها. وبالمثل، فإن تنوع تطبيقات الذكاء الاصطناعي يشكل تحديًا لوكالات التنظيم الحالية، والتي غالبًا ما يكون لديها نطاق قضائي محدود. يُجادل بعض الفقهاء القانونيين بأن النهج القانونية المرنة لتنظيم الذكاء الاصطناعي واعدة لأنه يمكن تكييف القوانين المرنة بشكل أكثر مرونةً لتلبية احتياجات تقنية الذكاء الاصطناعي الناشئة والمتطورة والتطبيقات الوليدة. غالبًا ما تفتقر النهج القانونية المرنة إلى إمكانات كبيرة للإنفاذ.
اقترح كل من "كاسون شميت"، و"ميغان دوير"، و"جينيفر فاغنر" إنشاء منظم شبه حكومي من خلال الاستفادة من حقوق الملكية الفكرية في كائنات ذكاء اصطناعي معينة مثل نماذج الذكاء الاصطناعي ومجموعات البيانات التدريبية وتفويض حقوق الإنفاذ إلى كيان إنفاذ معين. وجادلوا بأنه يمكن ترخيص الذكاء الاصطناعي بموجب شروط تتطلب الالتزام بممارسات أخلاقية محددة ومدونات قواعد سلوك مثل مبادئ القانون المرن.
أصدرت منظمات الشباب البارزة التي تركز على الذكاء الاصطناعي مثل "Encode Justice" جداول أعمال شاملةً تدعو إلى لوائح أكثر صرامةً للذكاء الاصطناعي وشراكات بين القطاعين العام والخاص.
يمكن أن ينبثق تنظيم الذكاء الاصطناعي من مبادئ أساسية، حيث حددت مراجعة شاملة لمركز "بيركمان كلاين" للإنترنت والمجتمع لعام 2020 ثمانية مبادئ أساسية وهي "الخصوصية، والمساءلة، والسلامة والأمن، والشفافية وإمكانية التفسير، والعدالة وعدم التمييز، والسيطرة البشرية على التكنولوجيا، والمسؤولية المهنية، واحترام القيم الإنسانية". قُسمت قوانين ولوائح الذكاء الاصطناعي إلى ثلاثة مواضيع رئيسية وهي: حوكمة أنظمة الذكاء المستقلة، والمسؤولية والمساءلة عن الأنظمة، وقضايا الخصوصية والسلامة.
يرى نهج الإدارة العامة علاقةً بين قانون ولوائح الذكاء الاصطناعي، وأخلاقيات الذكاء الاصطناعي، ومجتمع الذكاء الاصطناعي، المعرف على أنه استبدال القوى العاملة وتحويلها، والقبول الاجتماعي والثقة في الذكاء الاصطناعي، وتحويل التفاعل من الإنسان إلى الآلة. يُعتبر تطوير استراتيجيات القطاع العام لإدارة وتنظيم الذكاء الاصطناعي ضروريًا على المستويات المحلية والوطنية والدولية،  وفي مجموعة متنوعة من المجالات مثل إدارة الخدمة العامة،  والمساءلة،  وإنفاذ القانون،  والرعاية الصحية (خاصةً مفهوم الضمان البشري)،  والقطاع المالي،  والروبوتات،  والمركبات ذاتية القيادة،  والجيش،  والأمن القومي،  والقانون الدولي.
نشر هنري كيسنجر وإيريك شميت ودانيال هوتينلوشر بيانًا مشتركًا في نوفمبر 2021 بعنوان "أن تكون إنسانًا في عصر الذكاء الاصطناعي" داعين إلى لجنة حكومية لتنظيم الذكاء الاصطناعي.

### السيطرة على الذكاء الاصطناعي
يمكن اعتبار تنظيم الذكاء الاصطناعي وسيلة اجتماعية إيجابية لمعالجة مشكلة التحكم في الذكاء الاصطناعي (الحاجة إلى ضمان ذكاء اصطناعي مفيد طويل الأمد)، حيث تعتبر بعض الردود الاجتماعية الأخرى، مثل عدم اتخاذ أي إجراء أو الحظر، غير عملية. بينما تُعتبر بعض المقاربات الأخرى، كتعزيز القدرات البشرية من خلال تقنيات ما بعد الإنسانية مثل واجهات الدماغ والحاسوب، مكملات محتملة. يُركز تنظيم الأبحاث المتعلقة بالذكاء الاصطناعي العام (AGI) على دور هيئات المراجعة من مستويات مختلفة، كالمستوى الجامعي أو الشركات أو حتى على المستوى الدولي، وعلى تشجيع الأبحاث المتعلقة بسلامة الذكاء الاصطناعي،  إلى جانب إمكانية تحقيق التقدم الفكري التفاضلي (أي إعطاء الأولوية لاستراتيجيات الحماية بدلاً من الاستراتيجيات المحفوفة بالمخاطر في تطوير الذكاء الاصطناعي) أو إجراء مراقبة جماعية دولية للتحكم في أسلحة الذكاء الاصطناعي العام.
على سبيل المثال، تُعد "مربية الذكاء الاصطناعي العام" إستراتيجية مقترحة للوقاية من إنشاء ذكاء اصطناعي خارق خطير ولمعالجة تهديدات أخرى رئيسية للرفاه البشري، مثل تقويض النظام المالي العالمي، حتى يمكن إنشاء ذكاء اصطناعي خارق آمن. وتشمل هذه الإستراتيجية إنشاء نظام ذكاء اصطناعي ذكي لكنه ليس خارقًا، مرتبط بشبكة مراقبة واسعة، بهدف مراقبة البشرية وحمايتها من الأخطار. يُركز تنظيم الذكاء الاصطناعي الواعي أخلاقيًا على كيفية دمجه مع المجتمع البشري الحالي، ويمكن تقسيمه إلى اعتبارات تتعلق بوضعه القانوني وحقوقه الأخلاقية. ومع ذلك، يُنظر إلى تنظيم الذكاء الاصطناعي في بعض الأحيان على أنه مقيّد، وقد يؤدي إلى منع تطوير الذكاء الاصطناعي العام (AGI).

## التنظيم العالمي

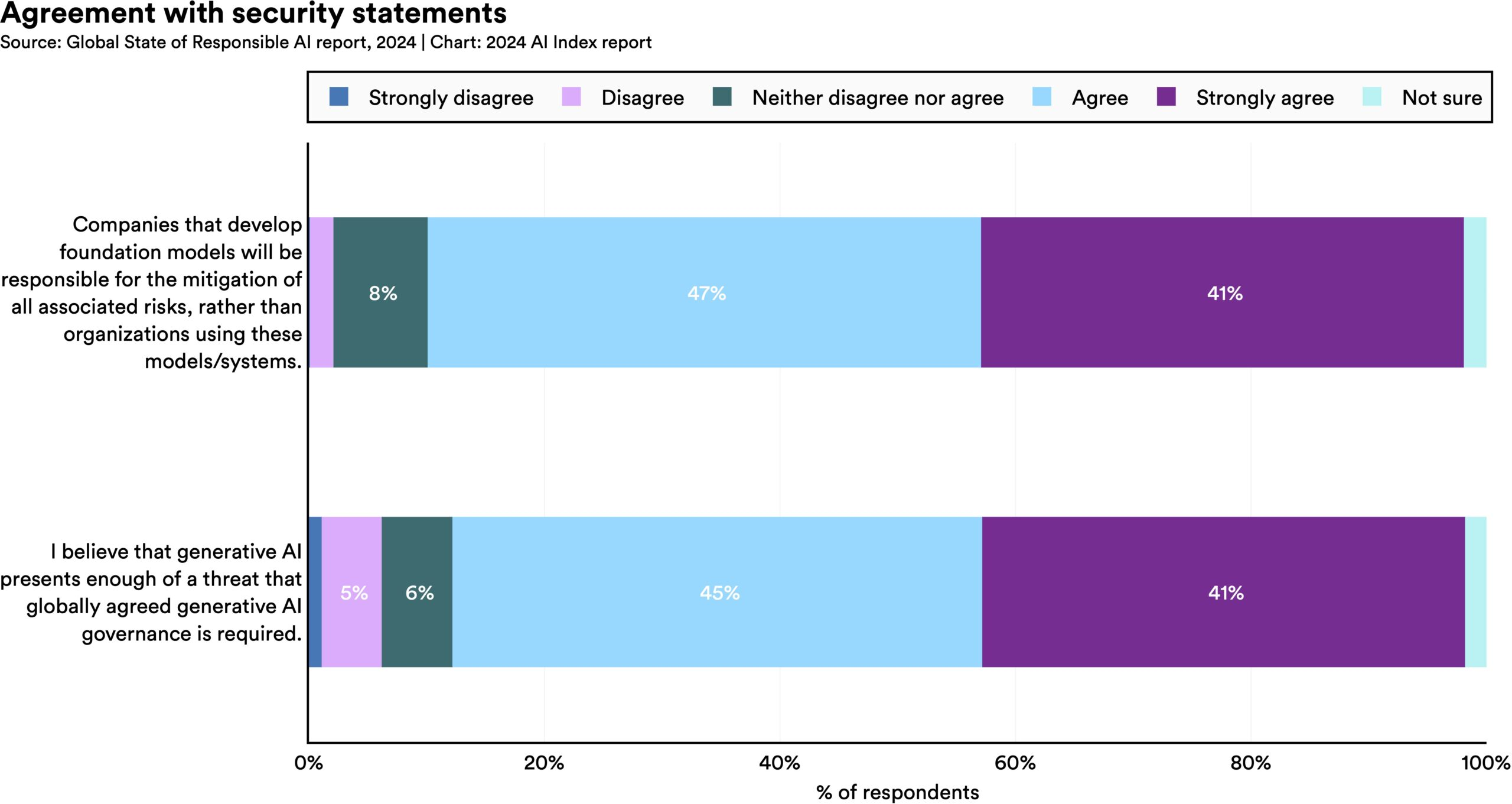
تتفق المنظمات التي تم استطلاع آرائها بشكل كبير على أن الشركات التي تطور نماذج الأساس ستكون مسؤولة عن المخاطر المرتبطة بها (بدلاً من الشركات التي تستخدمها)، وأن هناك حاجة إلى حوكمة عالمية لمعالجة المخاطر الناجمة عن الذكاء الاصطناعي التوليدي.

اقتُرح إنشاء مجلس إدارة عالمي لتنظيم تطوير الذكاء الاصطناعي في وقت مبكر على الأقل في عام 2017. في ديسمبر 2018، أعلنت كندا وفرنسا عن خطط لجنة دولية للذكاء الاصطناعي المدعومة من جي 7، على غرار الفريق الدولي المعني بتغير المناخ، لدراسة الآثار العالمية للذكاء الاصطناعي على الناس والاقتصاد وتوجيه تنمية الذكاء الاصطناعي. في عام 2019، تغير اسم الفريق إلى الشراكة العالمية بشأن الذكاء الاصطناعي، ولكن لم يُعتمد بعد من قبل الولايات المتحدة.
تأسست "الشراكة العالمية للذكاء الاصطناعي" (GPAI) في يونيو 2020 مُشيرة إلى ضرورة تطوير الذكاء الاصطناعي بما يتماشى مع حقوق الإنسان والقيم الديمقراطية لضمان ثقة الجمهور في التكنولوجيا، كما هو موضح في مبادئ منظمة التعاون الاقتصادي والتنمية بشأن الذكاء الاصطناعي لعام 2019. تشمل الدول الـ 15 المؤسسة: أستراليا، وكندا، والاتحاد الأوروبي، وفرنسا، وألمانيا، والهند، وإيطاليا، واليابان، وجمهورية كوريا، والمكسيك، ونيوزيلندا، وسنغافورة، وسلوفينيا، والولايات المتحدة، والمملكة المتحدة. في عام 2023 بلغ عدد أعضاء الشراكة 29 دولة. تستضيف منظمة التعاون الاقتصادي والتنمية أمانة الشراكة في باريس. تشمل ولاية الشراكة أربعة مواضيع، يدعم اثنان منها المركز الدولي للخبرة في مونتريال لتعزيز الذكاء الاصطناعي، وهما: الذكاء الاصطناعي المسؤول وحوكمة البيانات. كما يدعم مركز تميز موازٍ في باريس الموضوعين الآخرين حول مستقبل العمل والابتكار والتسويق التجاري. كما قامت الشراكة العالمية بدراسة كيفية تسخير الذكاء الاصطناعي للاستجابة لجائحة كوفيد-19.
اعتمدت منظمة التعاون الاقتصادي والتنمية مبادئها للذكاء الاصطناعي في مايو 2019، ومبادئ الذكاء الاصطناعي لمجموعة العشرين في يونيو 2019. أصدر المنتدى الاقتصادي العالمي في سبتمبر 2019 عشر إرشادات لـ "مشتريات الحكومة للذكاء الاصطناعي". وفي فبراير 2020 نشر الاتحاد الأوروبي مسودة إستراتيجية لتعزيز وتنظيم الذكاء الاصطناعي.
في الأمم المتحدة، بدأت عدة جهات في الترويج لمناقشة جوانب تنظيم وسياسات الذكاء الاصطناعي، بما في ذلك مركز الذكاء الاصطناعي والروبوتات (UNICRI) التابع لمعهد الأمم المتحدة الإقليمي لبحوث الجريمة والعدالة. أصدر المركز بالشراكة مع الإنتربول تقريرًا بعنوان "الذكاء الاصطناعي والروبوتات في إنفاذ القانون" في أبريل 2019،  وتقريرًا لاحقًا بعنوان "نحو ابتكار مسؤول في مجال الذكاء الاصطناعي" في مايو 2020. في الجلسة العلمية الأربعين لليونسكو في نوفمبر 2019 بدأت المنظمة عملية تستمر لمدة عامين لتحقيق "أداة معيارية عالمية حول أخلاقيات الذكاء الاصطناعي". في إطار هذا الهدف، عُقدت منتديات ومؤتمرات لليونسكو حول الذكاء الاصطناعي لجمع آراء الأطراف المعنية. في سبتمبر 2020 أصدرت مجموعة الخبراء الخاصة باليونسكو مسودة نص توصية حول أخلاقيات الذكاء الاصطناعي تضمنت دعوة لسد الفجوات التشريعية. وقدمت اليونسكو هذه الأداة الدولية بشأن أخلاقيات الذكاء الاصطناعي لاعتمادها في مؤتمرها العام في نوفمبر 2021 والتي أُعتمدت لاحقًا. ورغم هذا التقدم الذي تحرزه الأمم المتحدة في إدارة الذكاء الاصطناعي على الصعيد العالمي، فإن قدرتها المؤسسية والقانونية على التعامل مع مخاطر الذكاء الاصطناعي العام لا تزال محدودة.
أطلق الاتحاد الدولي للاتصالات بالشراكة مع 40 وكالة تابعة للأمم المتحدة مبادرة "الذكاء الاصطناعي من أجل الخير"، وهي منصة عالمية تهدف إلى تحديد التطبيقات العملية للذكاء الاصطناعي لتعزيز أهداف التنمية المستدامة للأمم المتحدة وتوسيع نطاق هذه الحلول لتحقيق تأثير عالمي. وهي منصة شاملة تركز على العمل العالمي لتطوير الذكاء الاصطناعي لتحقيق تأثير إيجابي على الصحة، والمناخ، والنوع الاجتماعي، والازدهار الشامل، والبنية التحتية المستدامة، وأولويات التنمية العالمية الأخرى.
أشارت الأبحاث الحديثة إلى أن بعض الدول ستبدأ في استخدام الذكاء الاصطناعي كأداة للدفاع السيبراني الوطني، حيث يُعتبر الذكاء الاصطناعي عاملًا جديدًا في صناعة التسلح السيبراني، ويمكن استخدامه لأغراض الدفاع. لذلك يحث الأكاديميون على أن تقوم الدول بإنشاء لوائح لاستخدام الذكاء الاصطناعي مشابهة للوائح التي تنظم الصناعات العسكرية الأخرى.
في 5 سبتمبر 2024 وقعت عدة دول "أول معاهدة دولية بشأن الذكاء الاصطناعي" بمشاركة دول مثل الولايات المتحدة وبريطانيا وأعضاء الاتحاد الأوروبي، بهدف حماية حقوق الإنسان وتعزيز الاستخدام المسؤول للذكاء الاصطناعي، رغم أن الخبراء أثاروا مخاوف بشأن مبادئها الواسعة واستثناءاتها.

## تنظيم إقليمي ووطني
يمثل الإطار التنظيمي والسياسي للذكاء الاصطناعي قضية ناشئة في مختلف الولايات القضائية الإقليمية والوطنية حول العالم، مثل الاتحاد الأوروبي وروسيا. فمنذ أوائل عام 2016، بدأت العديد من السلطات الوطنية والإقليمية والدولية في اعتماد استراتيجيات وخطط عمل وأوراق سياساتية حول الذكاء الاصطناعي. وتشمل هذه الوثائق مجموعة واسعة من الموضوعات، بما في ذلك التنظيم والحكومة والإستراتيجية الصناعية، بالإضافة إلى البحث وتطوير الكفاءات والبنية التحتية.
تختلف الدول في نهجها للتعامل مع تحديات الذكاء الاصطناعي. بالنسبة إلى أكبر ثلاث اقتصادات في العالم، يُقال إن "الولايات المتحدة تتبع نهجًا قائمًا على السوق، بينما تتبنى الصين نهجًا قائمًا على الدولة، في حين يسعى الاتحاد الأوروبي إلى نهج يستند إلى الحقوق." 

### أستراليا
في أكتوبر 2023، نشرت جمعية الكمبيوتر الأسترالية، ومجلس الأعمال الأسترالي، وغرفة التجارة والصناعة الأسترالية، ومجموعة الذكاء الاصطناعي (المعروفة أيضًا باسم مجموعة الصناعة الأسترالية) ومجلس منظمات الأعمال الصغيرة في أستراليا، ومجلس التكنولوجيا الأسترالي، رسالة مفتوحة تدعو إلى نهج وطني لإستراتيجية الذكاء الاصطناعي. تدعم الرسالة الحكومة الفيدرالية في إنشاء فريق عمل حكومي شامل للذكاء الاصطناعي.

### كندا
تدعم الإستراتيجية الكندية الشاملة للذكاء الاصطناعي، التي أُطلقت عام 2017، بتمويل فيدرالي قدره 125 مليون دولار كندي، مجموعة من الأهداف النبيلة. تتضمن هذه الأهداف زيادة عدد الباحثين المتميزين والخريجين المهرة في هذا المجال على الأراضي الكندية، وإنشاء مراكز بحثية متخصصة في الذكاء الاصطناعي تعزز الريادة العلمية في البلاد، وتطوير رؤية شاملة للآثار الاقتصادية والأخلاقية والسياسية والقانونية المترتبة على تطور هذا العلم. علاوة على ذلك، تسعى الإستراتيجية إلى دعم مجتمع البحث الكندي العامل في مجال الذكاء الاصطناعي.
يشكل برنامج كراسي الذكاء الاصطناعي في كندا حجر الزاوية في هذه الإستراتيجية، حيث يخصص له تمويل قدره 86.5 مليون دولار كندي على مدى خمس سنوات. يهدف هذا البرنامج إلى جذب أبرز الباحثين في مجال الذكاء الاصطناعي والاحتفاظ بهم في كندا. وشكلت الحكومة الفيدرالية مجلس استشاري للذكاء الاصطناعي في مايو 2019، مهمته الأساسية دراسة كيفية الاستفادة من نقاط القوة الكندية لضمان أن يكون تطور الذكاء الاصطناعي متوافقًا مع القيم الكندية، مثل حقوق الإنسان والشفافية والانفتاح. وعلاوة على ذلك، أنشأ المجلس مجموعة عمل متخصصة لدراسة كيفية الاستفادة التجارية من الذكاء الاصطناعي والبيانات الضخمة المملوكة لكندا.
في عام 2020 أعلنت الحكومة الفيدرالية وحكومة كيبك عن افتتاح المركز الدولي للخبرة في مونتريال لتقدم الذكاء الاصطناعي، والذي من المتوقع أن يعزز جهود تطوير الذكاء الاصطناعي بشكل مسؤول. وفي يونيو 2022، أطلقت الحكومة الكندية المرحلة الثانية من استراتيجيتها الشاملة للذكاء الاصطناعي.
قدمت كندا في نوفمبر 2022 مشروع قانون تنفيذ الميثاق الرقمي (مشروع القانون C-27)، والذي يتضمن مجموعة من القوانين التي تهدف إلى تعزيز الثقة والخصوصية في المجال الرقمي. تشمل هذه القوانين قانون حماية خصوصية المستهلك، وقانون محكمة حماية المعلومات الشخصية والبيانات، وقانون الذكاء الاصطناعي والبيانات (AIDA).

### المغرب
تقدم ائتلاف من الأحزاب السياسية في البرلمان بمشروع قانون يقضي بإنشاء "وكالة وطنية للذكاء الاصطناعي". ويهدف هذا المشروع إلى تنظيم تقنيات الذكاء الاصطناعي المتسارعة التطور، وتعزيز التعاون مع المؤسسات الدولية العاملة في هذا المجال، وزيادة الوعي العام بالإمكانات الهائلة التي يتيحها الذكاء الاصطناعي والمخاطر المحتملة المترتبة على استخدامه.

### الصين
تحكم الصين تنظيم الذكاء الاصطناعي بشكل رئيسي من خلال "خطة تطوير الذكاء الاصطناعي للجيل التالي" الصادرة عن في 8 يوليو 2017 (وثيقة مجلس الدولة رقم 35)، حيث حثت اللجنة المركزية للحزب الشيوعي الصيني ومجلس الدولة في جمهورية الصين الشعبية الهيئات الحاكمة على تعزيز تطوير الذكاء الاصطناعي حتى عام 2030.
تسعى جمهورية الصين الشعبية إلى تنظيم قطاع الذكاء الاصطناعي بصورة دقيقة، وذلك من خلال إصدارها لـ "خطة تطوير الذكاء الاصطناعي للجيل التالي" في الثامن من يوليو عام 2017 (وثيقة مجلس الدولة رقم 35). وقد حثت هذه الخطة، التي أصدرتها اللجنة المركزية للحزب الشيوعي الصيني ومجلس الدولة، على تكثيف الجهود لتطوير هذا القطاع الحيوي بحلول عام 2030. وتشمل هذه الخطة مجموعة من الإجراءات التنظيمية التي تهدف إلى ضمان استدامة تطوير الذكاء الاصطناعي، مع الحفاظ على القيم الأخلاقية والمصالح الوطنية. ومن أبرز هذه الإجراءات السيطرة الحكومية على الشركات العاملة في هذا المجال، وضمان تخزين البيانات داخل الأراضي الصينية، بالإضافة إلى إلزام هذه الشركات باتباع المعايير الوطنية الصينية في مجالات البيانات الضخمة والحوسبة السحابية والبرامج الصناعية.
وفي سياق متصل، أصدرت السلطات الصينية في عام 2021 إرشادات أخلاقية لاستخدام الذكاء الاصطناعي، أكدت فيها على ضرورة أن يكون تطوير هذا التكنولوجيا متوافقًا مع القيم الإنسانية المشتركة، وأن يبقى تحت السيطرة البشرية، وأن لا يشكل تهديدًا للسلامة العامة. وفي عام 2023 قدمت الصين "إجراءات مؤقتة لإدارة خدمات الذكاء الاصطناعي التوليدي" مما يعكس حرصها على مواكبة التطورات المتسارعة في هذا المجال وتنظيمها بشكل فعال.

### مجلس أوروبا
يُمثل مجلس أوروبا صرحًا دوليًا يكرّس جهوده لتعزيز حقوق الإنسان والديمقراطية وسيادة القانون. يضم المجلس في عضويته 46 دولة، بما في ذلك كافة الدول الموقعة على إعلان التعاون بشأن الذكاء الاصطناعي الذي أصدره الاتحاد الأوروبي عام 2018. استطاع المجلس أن ينشئ فضاءً قانونيًا موحدًا تلتزم فيه الدول الأعضاء بضمان الحقوق والحريات المنصوص عليها في الاتفاقية الأوروبية لحقوق الإنسان.
وفي سياق التطورات المتسارعة في مجال الذكاء الاصطناعي، يسعى مجلس أوروبا إلى تحديد النقاط المشتركة بين هذه التكنولوجيا ومعايير حقوق الإنسان والديمقراطية وسيادة القانون، سعيًا منه إلى وضع معايير أو بناء القدرات اللازمة لمواجهة التحديات الناشئة. وقد أصدر المجلس العديد من الوثائق التوجيهية والمواثيق والتقارير والاستراتيجيات التي تتناول هذا الموضوع، والتي شارك في صياغتها مختلف الفاعلين من منظمات وشركات وهيئات ودول.
في عام 2019 أطلق مجلس أوروبا عملية تقييمية لدراسة الحاجة إلى وضع إطار قانوني ملزم للذكاء الاصطناعي، مع التركيز على آثاره على حقوق الإنسان والقيم الديمقراطية. وفي سبتمبر 2022، انطلقت مفاوضات حول معاهدة دولية بهذا الشأن بمشاركة الدول الأعضاء في المجلس بالإضافة إلى دول أخرى من مختلف القارات. وفي 17 مايو 2024، تم اعتماد "اتفاقية الإطار حول الذكاء الاصطناعي وحقوق الإنسان والديمقراطية وسيادة القانون"، وفتحت للتوقيع في سبتمبر من العام نفسه. ورغم كونها صيغة أوروبية، إلا أن هذه المعاهدة مفتوحة لانضمام أي دولة من العالم. وقد كانت أولى الدول الموقعة على هذه المعاهدة هي: أندورا، جورجيا، آيسلندا، النرويج، مولدوفا، سان مارينو، المملكة المتحدة، إسرائيل، الولايات المتحدة، والاتحاد الأوروبي.

### الاتحاد الأوروبي
يُعتبر الاتحاد الأوروبي من أكبر السلطات القضائية في العالم، وتيلعب دورًا نشطًا في تنظيم التكنولوجيا الرقمية عالميًا من خلال النظام الأوروبي العام لحماية البيانات،  و"قانون الخدمات الرقمية" وقانون الأسواق الرقمية. وبالنسبة للذكاء الاصطناعي، يُعتبر "قانون الذكاء الاصطناعي" في عام 2023 من أكثر التشريعات تقدمًا في تنظيم الذكاء الاصطناعي على مستوى العالم.
تتّبع غالبية دول الاتحاد الأوروبي استراتيجيات وطنية خاصة بتنظيم الذكاء الاصطناعي، إلا أن هذه الاستراتيجيات تتقارب إلى حد كبير. ويسترشد الاتحاد بـ"إستراتيجية أوروبية للذكاء الاصطناعي"، مدعومة بمجموعات من الخبراء رفيعي المستوى في هذا المجال. وفي أبريل من عام 2019م، أصدرت المفوضية الأوروبية "إرشادات أخلاقية للذكاء الاصطناعي الجدير بالثقة"، تلتها توصيات سياسية واستثمارية للذكاء الاصطناعي الجدير بالثقة في يونيو من العام نفسه. وتقوم مجموعة الخبراء رفيعة المستوى المعنية بالعمل بشأن الذكاء الاصطناعي الجدير بالثقة، والتي أصدرت المفوضية تقاريرها حول جوانب الأمان والمسؤولية في الذكاء الاصطناعي وأخلاقيات المركبات الآلية. وفي عام 2020م، سعت المفوضية إلى جمع الآراء حول اقتراح تشريع خاص بالذكاء الاصطناعي.
في 2 فبراير 2020 أصدرت المفوضية الأوروبية "الورقة البيضاء بشأن الذكاء الاصطناعي: نهج أوروبي نحو التميز والثقة". تتألف هذه الورقة من محورين رئيسيين: الأول هو "نظام بيئي للتميز"، والثاني هو "نظام بيئي للثقة". ويبين المحور الثاني تحديدًا النهج الذي تتبعه الاتحاد الأوروبي لوضع إطار تنظيمي للذكاء الاصطناعي. في النهج المقترح، قامت المفوضية بتمييز تطبيقات الذكاء الاصطناعي إلى فئتين: تطبيقات عالية المخاطر وتطبيقات أخرى. وتركز التشريعات المستقبلية للاتحاد الأوروبي على تنظيم تطبيقات الذكاء الاصطناعي عالية المخاطر فقط. ويعرف التطبيق بأنه عالي المخاطر إذا كان مستخدمًا في قطاع حرج مثل الرعاية الصحية أو النقل أو الطاقة، وبشكل قد يؤدي إلى أضرار جسيمة. وبالنسبة لتطبيقات الذكاء الاصطناعي عالية المخاطر، تركز المتطلبات بشكل أساسي على جودة "بيانات التدريب" و"تسجيل البيانات" و"المعلومات التي يجب إتاحتها" و"الموثوقية والدقة" و"الإشراف البشري". كما توجد متطلبات خاصة للاستخدامات المحددة مثل التعرف البيومتري عن بُعد.
يمكن تنظيم التطبيقات التي تستخدم الذكاء الاصطناعي والتي لا تصنف ضمن فئة "عالية الخطورة" وفقًا لنظام تصنيف تطوعي. وبالنسبة لضمان الامتثال والتطبيق، يمكن للجهة التنظيمية أن تعتمد على التقييمات السابقة للتوافق التي قد تشمل "اختبارات أو فحوصات أو شهادات" أو "فحص الخوارزميات ومجموعات البيانات المستخدمة في مرحلة التطوير". ويمكن أن يساهم إنشاء هيكل تعاوني أوروبي للذكاء الاصطناعي، يضم السلطات الوطنية المختصة، في تسهيل تنفيذ هذا الإطار التنظيمي.
في 14 أبريل 2021 سُربت "مسودة يناير 2021" إلى فضاء الإنترنت،  قبل أن تُقدم المفوضية رسميًا "اقتراحًا تشريعيًا لوضع قواعد موحدة بشأن الذكاء الاصطناعي" بعد أسبوع. وبعد فترة وجيزة، تم اقتراح "قانون الذكاء الاصطناعي" (AI Act) بشكل رسمي استنادًا إلى تلك المسودة. ويتضمن هذا الاقتراح تطويرًا للنهج القائم على المخاطر لعام 2020، مع تقسيم تلك المخاطر إلى أربع فئات هي: "دنيا"، "محدودة"، "عالية"، و"غير مقبولة". وقد لاقى هذا الاقتراح انتقادات لاذعة في النقاش العام، إذ أعرب الأكاديميون عن مخاوفهم إزاء العديد من العناصر الغامضة في الاقتراح، مثل التعريف الشامل لما يُعتبر ذكاءً اصطناعيًا، وتخوفهم من التداعيات القانونية غير المقصودة، لا سيما بالنسبة للفئات الضعيفة كالمرضى والمهاجرين. وقد أُضيفت فئة "الذكاء الاصطناعي العام" إلى قانون الذكاء الاصطناعي لتشمل النماذج متعددة الاستخدامات مثل شات جي بي تي، والتي لم تكن تتوافق مع إطار التنظيم القائم على التطبيق.
بخلاف التصنيفات الأخرى، يمكن تصنيف نماذج الذكاء الاصطناعي الشاملة بحسب قدراتها، لا بحسب استخداماتها فحسب. تُخضع النماذج الشاملة ذات القدرات المحدودة لمتطلبات الشفافية، بينما يجب على تلك التي تُصنف بأنها تشكل "مخاطر نظامية" (لا سيما تلك المدربة باستخدام قدرة حسابية تتجاوز 1025 فلوبس) أن تخضع لتقييم شامل. وقد تم إقرار نسخة محدثة من قانون الذكاء الاصطناعي في مايو 2024،  مع خطط لتطبيقه تدريجيًا. كما سيتم حظر تقنيات التعرف على المشاعر والتعرف البيومتري عن بُعد في الوقت الحقيقي، مع وجود بعض الاستثناءات مثل تطبيقات إنفاذ القانون.
أبدى مراقبون تخوفهم من تزايد المقترحات التشريعية تحت إدارة فون دير لاين. ويعزى تسارع هذه المبادرات التشريعية جزئيًا إلى الطموحات السياسية الطموحة للاتحاد الأوروبي، مما قد يعرض الحقوق الرقمية للمواطنين للخطر، لا سيما حق الخصوصية. ويأتي هذا التخوف في ظل الضمانات غير المؤكدة لحماية البيانات من خلال الأمن السيبراني. ومن بين المبادئ التوجيهية المعلنة في مجموعة متنوعة من المقترحات التشريعية في مجال الذكاء الاصطناعي تحت قيادة فون دير لاين، برزت أهداف الاستقلال الاستراتيجي ومفهوم السيادة الرقمية. وفي التاسع والعشرين من مايو لعام ألفين وأربعة وعشرين، أصدرت محكمة المدققين الأوروبية تقريرًا أشار إلى أن تدابير الاتحاد الأوروبي لم تكن منسقة بشكل جيد مع تدابير الدول الأعضاء، وأن مراقبة الاستثمارات لم تكن منهجية، وأن هناك حاجة إلى حوكمة أقوى.

### ألمانيا
في نوفمبر 2020 أصدر المعهد الألماني للتوحيد القياسي واللجنة الألمانية للتقنيات الكهربائية والإلكترونية وتكنولوجيا المعلومات، بالتعاون مع وزارة الاقتصاد وحماية المناخ الألمانية، النسخة الأولى من "خارطة الطريق القياسية الألمانية للذكاء الاصطناعي" (NRM KI)، وعرضها على الجمهور في القمة الرقمية للحكومة الألمانية. تصف هذه الخارطة المتطلبات المستقبلية للتشريعات والمعايير في سياق تطور الذكاء الاصطناعي. ويهدف تنفيذ التوصيات الواردة فيها إلى تعزيز الاقتصاد الألماني والعلوم فيه، ومنافسة الدول الأخرى في مجال الذكاء الاصطناعي، وتوفير بيئة محفزة للإبداع في هذا المجال التكنولوجي الناشئ. وتتألف النسخة الأولى من هذه الوثيقة من مئتي صفحة أعدها ثلاثمائة خبير.
نُشرت النسخة الثانية من خارطة الطريق تزامنًا مع قمة الحكومة الألمانية الرقمية في 9 ديسمبر 2022. وقد نسق المعهد الألماني للتوحيد القياسي جهود أكثر من 570 خبيرًا من مختلف المجالات، كالعلم والصناعة والمجتمع المدني والقطاع العام لإعدادها. وتتألف النسخة الثانية من 450 صفحة.
تتناول الخارطة المواضيع الجوهرية في مجال تطبيقات الذكاء الاصطناعي، مثل الطب والتنقل والطاقة والبيئة والخدمات المالية وأتمتة الصناعة، والقضايا الأساسية المرتبطة به، مثل تصنيف الذكاء الاصطناعي والأمان والقدرة على الشهادة والنظم الاجتماعية التقنية والأخلاقيات. كما تقدم نظرة شاملة للمصطلحات والمفاهيم الأساسية في مجال الذكاء الاصطناعي، وتوفر مجموعة واسعة من المصادر والمعلومات للمهتمين بهذا المجال. وتغطي الوثيقة، في مجملها، مئة وستة عشر حاجة للتوحيد القياسي، وتقدم ست توصيات أساسية للعمل.

### مجموعة الدول السبع
في 30 أكتوبر 2023 أقرّ أعضاء مجموعة الدول الصناعية السبع "أحد عشر مبدأً توجيهياً" لتصميم وإنتاج وتنفيذ أنظمة الذكاء الاصطناعي المتقدمة، بالإضافة إلى "مدونة سلوك طوعية" موجهة إلى مطوري الذكاء الاصطناعي في إطار ما يُعرف بـ "عملية هيروشيما". وقد حظيت هذه الاتفاقية بإشادة أورسولا فون دير لاين التي اعتبرتها تتوافق مع المبادئ التوجيهية للذكاء الاصطناعي.

### إيطاليا
أصدرت الهيئة الإيطالية لحماية البيانات الشخصية في أكتوبر 2023 مبادئ توجيهية لضمان أن تكون القرارات التي تتخذها الأنظمة الآلية شفافة وخاضعة للمراجعة البشرية وخالية من التحيز الخوارزمي.

### نيوزيلندا
حتى يوليو 2023 لم يكن هناك تشريع خاص ينظم تقنيات الذكاء الاصطناعي في نيوزيلندا. ومع ذلك، فإن القوانين القائمة، مثل قوانين حماية البيانات وحقوق الإنسان والتجارة العادلة والاتصالات الرقمية الضارة، تُستخدم لتنظيم استخدام هذه التقنيات.
رعت الحكومة النيوزيلندية مشروعًا تجريبيًا مع المنتدى الاقتصادي العالمي في عام 2020 بعنوان "إعادة تصور التنظيم لعصر الذكاء الاصطناعي"، وذلك بهدف وضع أُسس تنظيمية متينة تحكم مجال الذكاء الاصطناعي. وفي نفس العام، شهد قانون الخصوصية تحديثًا شاملًا ليشمل تنظيم استخدام البيانات الشخصية للمواطنين النيوزيلنديين في سياق تطبيقات الذكاء الاصطناعي.
في عام 2023 أصدرت "مفوضية الخصوصية" إرشادات تفصيلية حول كيفية استخدام الذكاء الاصطناعي بما يتوافق مع مبادئ حماية الخصوصية للمعلومات. وفي فبراير 2024 أعلنَ المدعي العام ووزير التكنولوجيا جوديث كولينز عن تشكيل "مجموعة عمل برلمانية عبر الأحزاب" مخصصة للذكاء الاصطناعي، مؤكدين على العمل الجاري لتطوير إطار عمل شامل لاستخدام الحكومة للذكاء الاصطناعي. وأوضحا في الوقت نفسه أنه لا توجد خطط حالية لإصدار تشريعات إضافية في هذا الصدد.

### الفلبين
في 2023 قُدِّمَ مشروع قانون في مجلس النواب الفلبيني يقترح إنشاء "هيئة تطوير الذكاء الاصطناعي" (AIDA)، والتي ستتولى مهمة الإشراف على تطوير هذا العلم وبحثه. وعلاوة على ذلك، اقترح المشروع أن تكون هذه الهيئة جهةً رقابيةً على الجرائم المرتكبة باستخدام الذكاء الاصطناعي. كما نظرت "لجنة الانتخابات" في عام 2024 في حظر استخدام الذكاء الاصطناعي والتزييف العميق في الحملات الانتخابية. حيث تسعى اللجنة إلى تنفيذ تنظيمات يمكن أن تنطبق في وقت مبكر على "الانتخابات العامة لعام 2025".

### إسبانيا
في عام 2018، أقرت وزارة العلوم والابتكار والجامعات الإسبانية إستراتيجية شاملة للبحث والتطوير في حقل الذكاء الاصطناعي.
مع تشكيل الحكومة الإسبانية الثانية برئاسة بيدرو سانشيز في يناير 2020، تمَّ تعزيز المجالات المرتبطة بالتكنولوجيات الحديثة، والتي كانت تتبع لوزارة الاقتصاد منذ عام 2018. وبهذا تأسست في عام 2020 أمانة الدولة للرقمنة والذكاء الاصطناعي. انطلاقًا من هذه الهيئة العليا، وتنفيذًا للتوصيات الواردة في إستراتيجية البحث والتطوير في مجال الذكاء الاصطناعي لعام 2018،  تم وضع الإستراتيجية الوطنية للذكاء الاصطناعي (2020)، والتي تضمنت إجراءات محددة تتعلق بحوكمة الذكاء الاصطناعي والمعايير الأخلاقية التي يجب أن تحكم استخدامه. كما أُدرج هذا المشروع ضمن خطة التعافي والتحول والمرونة (2021).
خلال عام 2021، كشفت الحكومة عن نيتها تطوير هذه الأفكار من خلال إنشاء وكالة حكومية متخصصة، وأذنت الميزانية العامة للدولة لعام 2022 بتأسيس هذه الوكالة، وخصصت لها مبلغًا قدره خمسة ملايين يورو لبدء أعمالها. في اجتماعه المنعقد في 13 سبتمبر 2022، بدأ مجلس الوزراء عملية اختيار مقر الوكالة الإسبانية للذكاء الاصطناعي. وقدمت ست عشرة مقاطعة إسبانية طلبات ترشح، واختارت الحكومة مدينة لا كورونيا التي اقترحت مبنى لا تيرازا.
في 22 أغسطس 2023، أقرت الحكومة اللوائح الداخلية للوكالة. وبذلك أصبحت إسبانيا أول دولة أوروبية تنشئ وكالة مخصصة للإشراف على الذكاء الاصطناعي، متقدمة بذلك على دخول اللوائح الأوروبية المستقبلية بشأن الذكاء الاصطناعي حيز التنفيذ،  والتي تشدد على ضرورة أن تكون للدول الأعضاء سلطة إشرافية في هذا المجال.

### المملكة المتحدة
دعمت المملكة المتحدة تطبيق وتطوير تقنيات الذكاء الاصطناعي في المجال التجاري من خلال إستراتيجية الاقتصاد الرقمي للسنوات 2015-2018 التي أصدرتها "الابتكار في المملكة المتحدة" في مطلع عام 2015 كجزء من الإستراتيجية الرقمية الشاملة للمملكة. وعلى صعيد القطاع العام، قدمت وزارة الثقافة الرقمية والإعلام والرياضة إرشادات بشأن أخلاقيات البيانات، فيما قدم معهد آلان تورينج توجيهات حول تصميم وتنفيذ أنظمة الذكاء الاصطناعي على نحو مسؤول. وفي سياق الأمن السيبراني، أصدر المركز الوطني للأمن السيبراني في عام 2020 توجيهات حول "أدوات الأمن الذكي". وفي العام الذي يليه، أعلنت المملكة المتحدة عن استراتيجيتها الوطنية للذكاء الاصطناعي التي تمتد لعشر سنوات،  والتي تبين الإجراءات اللازمة لتقييم المخاطر طويلة الأمد المرتبطة بالذكاء الاصطناعي، بما في ذلك المخاطر الكارثية الناتجة عن الذكاء الاصطناعي العام.
في شهر مارس من عام 2023م، أصدرت المملكة المتحدة ورقة بيضاء بعنوان "نهج مؤيد للابتكار في تنظيم الذكاء الاصطناعي". تقدم هذه الورقة مبادئ عامة تحكم الذكاء الاصطناعي، غير أنها تمنح المرونة الكافية للجهات التنظيمية القائمة لتكييف هذه المبادئ بما يتناسب مع مجالات محددة كالنقل أو الأسواق المالية. وفي شهر نوفمبر من العام نفسه، استضافت المملكة المتحدة أول قمة للأمان في مجال الذكاء الاصطناعي، حيث سعى رئيس الوزراء ريشي سوناك جاهدًا لجعل المملكة المتحدة رائدة في تنظيم سلامة الذكاء الاصطناعي. وخلال هذه القمة، أنشأت المملكة المتحدة "معهد سلامة الذكاء الاصطناعي"، والذي جاء تطويرًا لـ"فريق عمل الذكاء الاصطناعي المتقدم" الذي يرأسه "إيان هوغارث". وقد كُلف المعهد على وجه الخصوص بتعزيز تقييمات السلامة لأكثر نماذج الذكاء الاصطناعي تطورًا في العالم، والتي تعرف أيضًا بـ"نماذج الذكاء الاصطناعي المتقدمة".
أشارت حكومة المملكة المتحدة إلى ترددها في التشريع المبكر، بحجة أن ذلك قد يقلل من نمو القطاع وأن القوانين قد تصبح قديمة بسبب المزيد من التقدم التكنولوجي.

### الولايات المتحدة
تتضمن المناقشات حول تنظيم الذكاء الاصطناعي في الولايات المتحدة مواضيع مثل مدى ملاءمة تنظيم الذكاء الاصطناعي، وطبيعة الإطار التنظيمي الفيدرالي اللازم لحوكمة وتعزيز الذكاء الاصطناعي، بما في ذلك أي وكالة يجب أن تتولى القيادة، والسلطات التنظيمية والحكومية لتلك الوكالة، وكيفية تحديث اللوائح في مواجهة التكنولوجيا المتغيرة بسرعة، فضلًا عن أدوار حكومات الولايات والمحاكم.

#### 2016–2017
في مطلع عام 2016، شرعت إدارة أوباما في التركيز على المخاطر والتنظيمات المتعلقة بالذكاء الاصطناعي. وفي تقرير عنوانه "التحضير لمستقبل الذكاء الاصطناعي"، وضع المجلس الوطني للعلوم والتكنولوجيا سابقةً سمحت للباحثين بمواصلة تطوير تقنيات الذكاء الاصطناعي الحديثة مع قيودٍ محدودة. وقد جاء في التقرير أن "النهج الأمثل لتنظيم المنتجات المدعومة بالذكاء الاصطناعي لحفظ السلامة العامة ينبغي أن يستند إلى تقييم أوجه المخاطر". وستكون هذه المخاطر المحرك الأساسي لإقامة أي شكل من أشكال التنظيم، علمًا بأن أي تنظيمات قائمة قد لا تتلاءم مع تكنولوجيا الذكاء الاصطناعي.

#### 2018–2019
كان التقرير الرئيسي الأول هو "الخطة الوطنية الإستراتيجية للبحث والتطوير في مجال الذكاء الاصطناعي". وفي 13 أغسطس 2018 أسس القسم 1051 من قانون تفويض الدفاع الوطني لعام 2019 "جون إس. مكين" (P.L. 115-232) "لجنة الأمن القومي للذكاء الاصطناعي" وذلك "لدراسة السُبل والوسائل اللازمة لتعزيز تطوير الذكاء الاصطناعي، وتعلُّم الآلة، والتقنيات المُرتبطةِ بها، لمُعَالجة احتياجات الأمن القومي والدفاع للولايات المتحدة بشكل شامل". وتُقدَّم التوجيهات بشأن تنظيم الذكاء الاصطناعي المتعلق بالأمن بواسطة لجنة الأمن القومي للذكاء الاصطناعي. كما قُدِّم مشروع قانون "مبادرة الذكاء الاصطناعي" (S.1558) والذي يهدف إلى إنشاء مبادرة فدرالية مُصمَّمة لتسريع البحث والتطوير في مجال الذكاء الاصطناعي، من بين أمور أخرى، لأغراض الأمن الاقتصادي والقومي للولايات المتحدة.
في 7 يناير 2019 وبعد صدور أمر تنفيذي يهدف إلى صيانة الريادة الأمريكية في مجال الذكاء الاصطناعي، أصدر مكتب السياسة العلمية والتكنولوجية بالبيت الأبيض مسودة توجيه تنظيمي لتطبيقات الذكاء الاصطناعي. تضمنت هذه المسودة عشرة مبادئ تسترشد بها وكالات الولايات المتحدة عند اتخاذ قرارات بشأن تنظيم الذكاء الاصطناعي وكيفية ذلك. وفي هذا السياق أصدر المعهد الوطني للمعايير والتقانة ورقة موقف،  كما أصدر مجلس الابتكار الدفاعي توصياته بشأن الاستخدام الأخلاقي للذكاء الاصطناعي. وبعد مرور عام دعت الإدارة إلى تقديم ملاحظات بشأن التنظيم في مسودة أخرى من توجيهاتها لتنظيم تطبيقات الذكاء الاصطناعي.
من بين الوكالات الأخرى التي تتولى تنظيم شؤون الذكاء الاصطناعي، نجد "إدارة الغذاء والدواء" التي بادرت بوضع ضوابط تنظيمية لدمج تقنيات الذكاء الاصطناعي في مجال التصوير الطبي. كما أصدر "المجلس الوطني للعلوم والتكنولوجيا" خطته الإستراتيجية الوطنية المعنية بالبحث والتطوير في حقل الذكاء الاصطناعي، والتي خضعت لمراجعة عامة واسعة النطاق، وأُدخلت عليها تعديلات مقترحة بهدف تعزيز الثقة في تطبيقات الذكاء الاصطناعي.

#### 2021–2022
في شهر مارس 2021 أصدرت لجنة الأمن القومي المعنية بالذكاء الاصطناعي تقريرها الختامي،  الذي أفادت فيه بأن «التقدم الملحوظ في مجال الذكاء الاصطناعي، والذي يشمل إتقان قدرات الذكاء الاصطناعي الأكثر شمولية في أبعاد متعددة، من المحتمل أن يفتح آفاقًا جديدة من الإمكانات والتطبيقات. وقد تؤدي بعض هذه التطورات إلى نقلة نوعية أو قفزات في القدرات. ومن المحتمل أيضًا أن تثير هذه التطورات مخاوف وأخطارًا جديدة، مما يستوجب وضع سياسات وتوصيات جديدة، وتقديم حلول تقنية لضمان توافق الأنظمة مع الأهداف والقيم، بما في ذلك السلامة والقوة والموثوقية. ولذا، يتعين على الولايات المتحدة أن تتابع عن كثب التقدم المحرز في مجال الذكاء الاصطناعي وأن تستثمر في التكنولوجيا ذات الصلة، مع إيلاء الاهتمام اللازم للسياسات التي تضمن توافق الأنظمة وتطبيقاتها مع أهدافنا وقيمنا».
في يونيو 2022، قدم السيناتور روب بورتمان وغاري بيترز مشروع قانون "التخفيف من المخاطر الكارثية العالمية". وكان الهدف من هذا القانون "المساعدة في مواجهة خطر إساءة استخدام الذكاء الاصطناعي بطرق قد تشكل خطرًا كارثيًا".
في 4 أكتوبر 2022 كشف الرئيس جو بايدن عن "وثيقة حقوق الذكاء الاصطناعي" الجديدة، والتي حددت خمسة حقوق ينبغي أن يتمتع بها المواطنون الأمريكيون في عصر الذكاء الاصطناعي. وتشمل هذه الحقوق: أن تكون أنظمة الذكاء الاصطناعي آمنة وفعالة، والحماية من التمييز الناتج عن الخوارزميات، وخصوصية البيانات، والحق في الإشعار والشرح، والحق في اللجوء إلى بدائل بشرية، والحق في مراجعة القرارات التي تتخذها أنظمة الذكاء الاصطناعي والرجوع إلى البشر عند الضرورة. وقد قُدمت مسودة أولى لهذه الوثيقة في أكتوبر من العام السابق من قبل مكتب السياسة العلمية والتكنولوجية، وهو جهة حكومية أمريكية تتولى تقديم المشورة للرئيس في شؤون العلوم والتكنولوجيا.

#### 2023

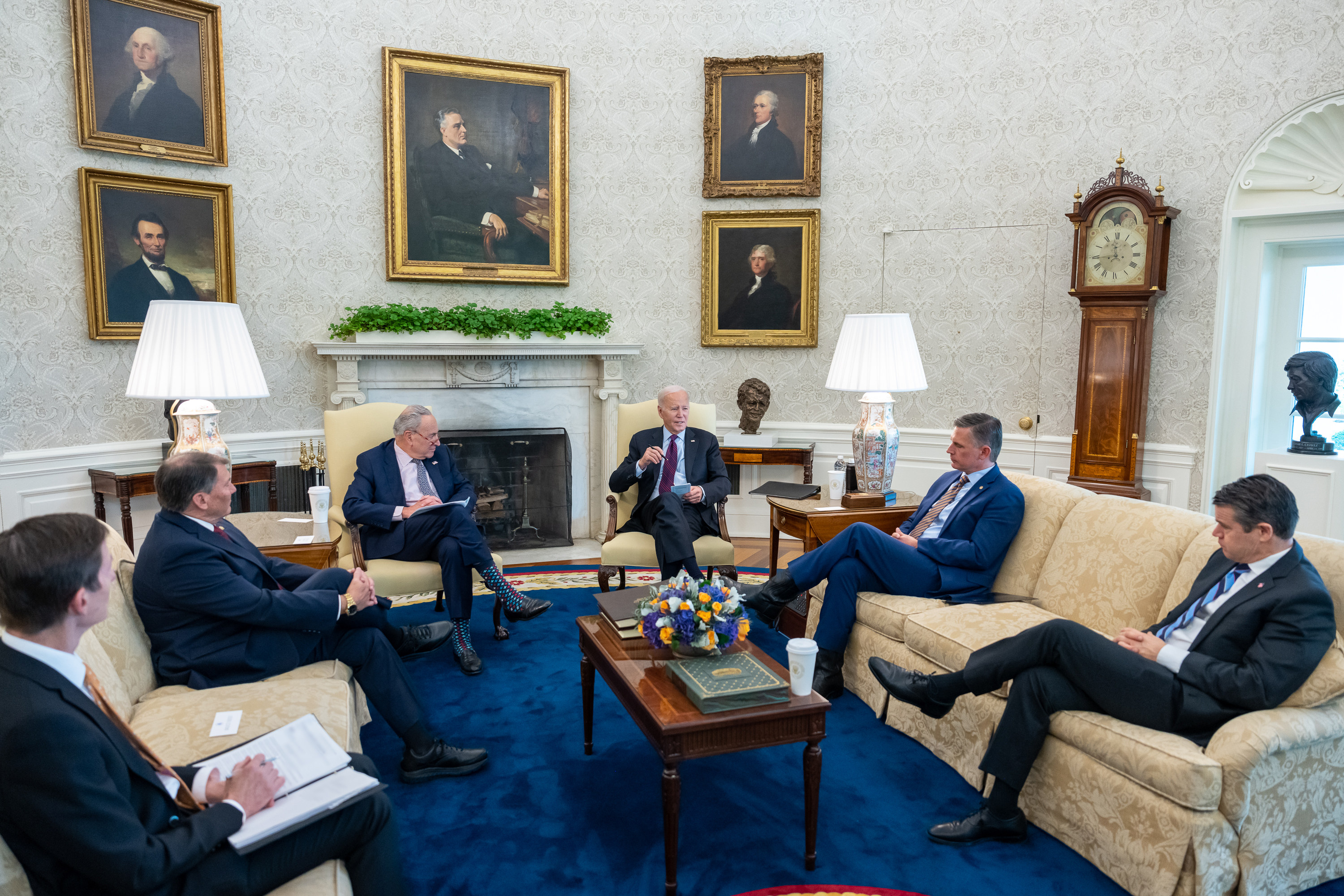
اجتماع الرئيس بايدن بشأن الذكاء الاصطناعي مع أعضاء مجلس الشيوخ في المكتب البيضاوي في عام 2023.

في شهر يناير 2023، دخل حيز التنفيذ قانون مراجعة التحيز في مدينة نيويورك (القانون المحلي رقم 144) الذي كان قد أقره مجلس مدينة نيويورك في نوفمبر 2021. وتأجل تاريخ سريانه بسبب الكم الهائل من الملاحظات التي وردت خلال الجلسة العامة حول القواعد المقترحة من قبل إدارة حماية المستهلك والعاملين لتوضيح متطلبات التشريع الجديد. وبالتالي، أصبح القانون ساري المفعول في 5 يوليو 2023. واعتبارًا من هذا التاريخ، يُحظر على الشركات العاملة والعاملة بالتوظيف في مدينة نيويورك استخدام الأدوات الآلية في عملية اختيار المرشحين أو ترقية الموظفين، ما لم تخضع هذه الأدوات لمراجعة مستقلة للتأكد من خلوها من أي تحيز.
في يوليو من عام 2023م، تمكنت إدارة بايدن-هاريس من الحصول على التزامات طوعية من سبع شركات رائدة في مجال الذكاء الاصطناعي، وهي: أمازون، وأنثروبيك، وجوجل، وإنفلكشن، وميتا، ومايكروسوفت، وأوبن أيه آي. وقد تعهدت هذه الشركات بالقيام بعدة إجراءات هامة لإدارة المخاطر المرتبطة بهذا التكنولوجيا المتسارعة التطور. وشملت هذه الالتزامات:
- اختبارات الأمان الشاملة: ضمان خضوع جميع منتجات الذكاء الاصطناعي لاختبارات أمان صارمة، سواء داخلية أو خارجية، قبل طرحها في السوق.
- المسؤولية المجتمعية: مشاركة المعرفة والخبرات المتعلقة بإدارة مخاطر الذكاء الاصطناعي مع مختلف الأطراف المعنية، مثل الصناعات الأخرى، والحكومات، والمجتمع المدني، والأوساط الأكاديمية.
- الأمن السيبراني: إيلاء اهتمام بالغ لأمن أنظمة الذكاء الاصطناعي وحماية مكوناتها السرية.
- الشفافية: تطوير آليات واضحة لإعلام المستخدمين بأن المحتوى الذي يتلقونه تم توليده بواسطة الذكاء الاصطناعي، مثل إضافة علامات مائية مميزة.
- النشر العلمي: نشر تقارير تفصيلية حول قدرات أنظمة الذكاء الاصطناعي التي طوروها، والقيود المفروضة عليها، ومجالات استخدامها المحتملة.
- البحث في المخاطر الاجتماعية: توجيه جهود البحث نحو دراسة المخاطر الاجتماعية التي قد ينجم عنها استخدام الذكاء الاصطناعي، مثل التحيز، والتمييز، وانتهاكات الخصوصية.
- حل المشكلات العالمية: تطوير تطبيقات للذكاء الاصطناعي تساهم في معالجة التحديات العالمية الملحة، مثل مكافحة السرطان والتخفيف من آثار تغير المناخ.

وفي شهر سبتمبر من العام نفسه، انضمت ثماني شركات أخرى إلى هذه المبادرة الطوعية، وهي: أدوبي، وكوهير، وآي بي إم، وإنفيديا، وبالانتير، وسيلزفورس، وسكيل أيه آي، وستابلتي أيه آي.
في أكتوبر 2023 أشارت إدارة بايدن إلى نيتها إصدار أمر تنفيذي يستغل قوة المشتريات الحكومية الفيدرالية لوضع معايير للذكاء الاصطناعي، مما يعكس توجهًا حكوميًا استباقيًا نحو تنظيم تقنيات الذكاء الاصطناعي. وفي 30 أكتوبر 2023 أصدر الرئيس بايدن هذا الأمر التنفيذي المتعلق بالذكاء الاصطناعي الآمن والموثوق به. يتناول الأمر التنفيذي مجموعة واسعة من القضايا، من بينها التركيز على المعايير المتعلقة بالبنى التحتية الحيوية، والأمن السيبراني المدعوم بالذكاء الاصطناعي، والمشاريع الممولة في مجال الهندسة الحيوية.
يُخول هذا الأمر التنفيذي مختلف الوكالات والإدارات الحكومية الأمريكية، ومن بينها وزارتا الطاقة والدفاع، صلاحية تطبيق القوانين القائمة لحماية المستهلك والتي تستهدف تطويرات الذكاء الاصطناعي. كما بُني هذا الأمر على اتفاقات سابقة أُبرمت مع شركات متخصصة في مجال الذكاء الاصطناعي، وذلك لتنفيذ مبادرات جديدة تهدف إلى اختبار نماذج الذكاء الاصطناعي ذات الاستخدامات المزدوجة، لا سيما تلك التي قد تنطوي على مخاطر أمنية، مع التزام هذه الشركات بمشاركة البيانات والنتائج مع الحكومة الفيدرالية.
بالإضافة إلى ذلك، يعترف الأمر التنفيذي بالتحديات الاجتماعية التي يطرحها الذكاء الاصطناعي، ويشجع الشركات المطورة لنماذج الذكاء الاصطناعي ذات الاستخدامات المزدوجة على إدراك هذه التحديات. فعلى سبيل المثال، ينص الأمر على ضرورة ألا يؤدي الذكاء الاصطناعي إلى تدهور جودة الوظائف أو إلى اضطرابات في سوق العمل. كما يشترط الأمر أن يعزز الذكاء الاصطناعي مبادئ العدالة والحقوق المدنية، وأن يتجنب أي أضرار قد تلحق بالفئات المهمشة. علاوة على ذلك، دعا الأمر إلى إدراج "علامات مائية" في النماذج الأساسية للذكاء الاصطناعي، وذلك لمساعدة الجمهور على التمييز بين المحتوى الذي ينشأ بواسطة الإنسان وبين ذلك الذي ينشأ بواسطة الذكاء الاصطناعي. وقد أثارت هذه النقطة جدلًا وانتقادات واسعة من قبل الباحثين المتخصصين في مجال كشف التزييف العميق.

#### 2024
في فبراير من عام 2024 قدَّم السيناتور سكوت وينر إلى الهيئة التشريعية في ولاية كاليفورنيا مشروع قانونٍ حمل عنوان "الابتكار الآمن والمضمون لنماذج الذكاء الاصطناعي المتقدمة". وقد استند هذا المشروع بشكل كبير إلى الأمر التنفيذي الذي أصدره الرئيس بايدن،  حيث كان يهدف إلى الحدِّ من المخاطر الكارثية التي قد تنجم عن استخدام هذه النماذج من خلال فرض اختبارات أمان إلزامية عليها. ولو تم إقرار هذا المشروع، لكان قد أسس كذلك سحابة حوسبة عامة ممولة من المال العام في ولاية كاليفورنيا. غير أن الحاكم غافن نيوسوم قد رفض هذا المشروع في 29 سبتمبر، مما يجعل من غير المحتمل تجاوز حق النقض الذي استخدمه، إذ يتطلب ذلك أغلبية ثلثي أعضاء كلٍّ من مجلسي الشيوخ والنواب.
في 21 مارس 2024 أصدرت ولاية تينيسي قانونًا أُطلق عليه "قانون إلفيس"، وذلك بهدف التصدي المباشر لظاهرة التزييف العميق واستنساخ الأصوات. يعتبر هذا التشريع الأول من نوعه على مستوى الولايات المتحدة الأمريكية الذي يهدف إلى تنظيم محاكاة الذكاء الاصطناعي للصور والأصوات والمظاهر. وقد حظي القانون بإجماع أعضاء مجلسي النواب والشيوخ. يأمل مؤيدو هذا القانون أن يشجع ولايات أخرى على اتخاذ إجراءات مماثلة، مما يساهم في توحيد الجهود لحماية حقوق الملكية الفكرية والخصوصية في العصر الرقمي، وتعزيز أهمية صون حقوق الفنانين وحمايتها من الاستخدام غير المشروع لأصواتهم وشخصياتهم.
في 13 مارس 2024 وقَّع سبنسر كوكس حاكم ولاية يوتا على مشروع قانون رقم 149 الخاص بسياسة الذكاء الاصطناعي، والذي سيدخل حيز التنفيذ في الأول من مايو من العام نفسه. يحدد هذا القانون المسؤوليات، لا سيما تلك التي تقع على عاتق الشركات التي تمتنع عن الإفصاح عن استخدامها للذكاء الاصطناعي التوليدي كما هو مطلوب وفقًا لقوانين حماية المستهلك السارية في الولاية، أو في الحالات التي يرتكب فيها المستخدمون جرائم باستغلالهم للذكاء الاصطناعي التوليدي. كما ينص القانون على إنشاء مكتبٍ لسياسة الذكاء الاصطناعي وبرنامجٍ مختبريٍ للتعلم في مجال الذكاء الاصطناعي ذاته.

## تنظيم الأسلحة المستقلة بالكامل
منذ عام 2013، نوقشت المسائل القانونية المتعلقة بأنظمة الأسلحة المستقلة القاتلة (LAWS) داخل الأمم المتحدة، ضمن سياق الاتفاقية المتعلقة بأسلحة تقليدية معينة. وقد عُقدت اجتماعات غير رسمية للخبراء في الأعوام 2014 و2015 و2016، وعُين مجموعة من الخبراء الحكوميين لإجراء دراسات أوسع في عام 2016، وتبنى الاجتماع مجموعة من المبادئ التوجيهية بشأن أنظمة الأسلحة المستقلة القاتلة في عام 2018.
في عام 2016 نشرت الصين وثيقة موقف تشكك في كفاية القانون الدولي الحالي للتعامل مع احتمالية ظهور أسلحة مستقلة بالكامل، لتصبح أول عضو دائم في مجلس الأمن يناقش هذه القضية،  مما أدى إلى اقتراحات لتنظيم عالمي. كما أثارت بعض الوفود الوطنية إمكانية فرض وقف مؤقت أو حظر استباقي على تطوير واستخدام أنظمة "الأسلحة الذاتية التشغيل" في إطار اتفاقية الأسلحة التقليدية، وهو ما تدعمه بشدة حملة "إيقاف الروبوتات القاتلة" وهي ائتلاف من المنظمات غير الحكومية. من جهتها تؤكد الحكومة الأمريكية أن القانون الإنساني الدولي الحالي قادر على تنظيم تطوير واستخدام هذه الأنظمة. وأشارت دائرة الأبحاث في الكونغرس في عام 2023 إلى أن الولايات المتحدة لا تمتلك حاليًا أسلحة مستقلة قاتلة في مخزونها، إلا أن سياستها لا تحظر تطوير واستخدام هذه الأنظمة.